# 烏梁素海
乌梁素海，是位于中国内蒙古自治区西部巴彦淖尔市乌拉特前旗境内的一个湖泊，属于宁蒙高原区。它的一级流域为黄河流域，二级流域为黄河干流水系。湖名蒙古语意为“杨树林”。

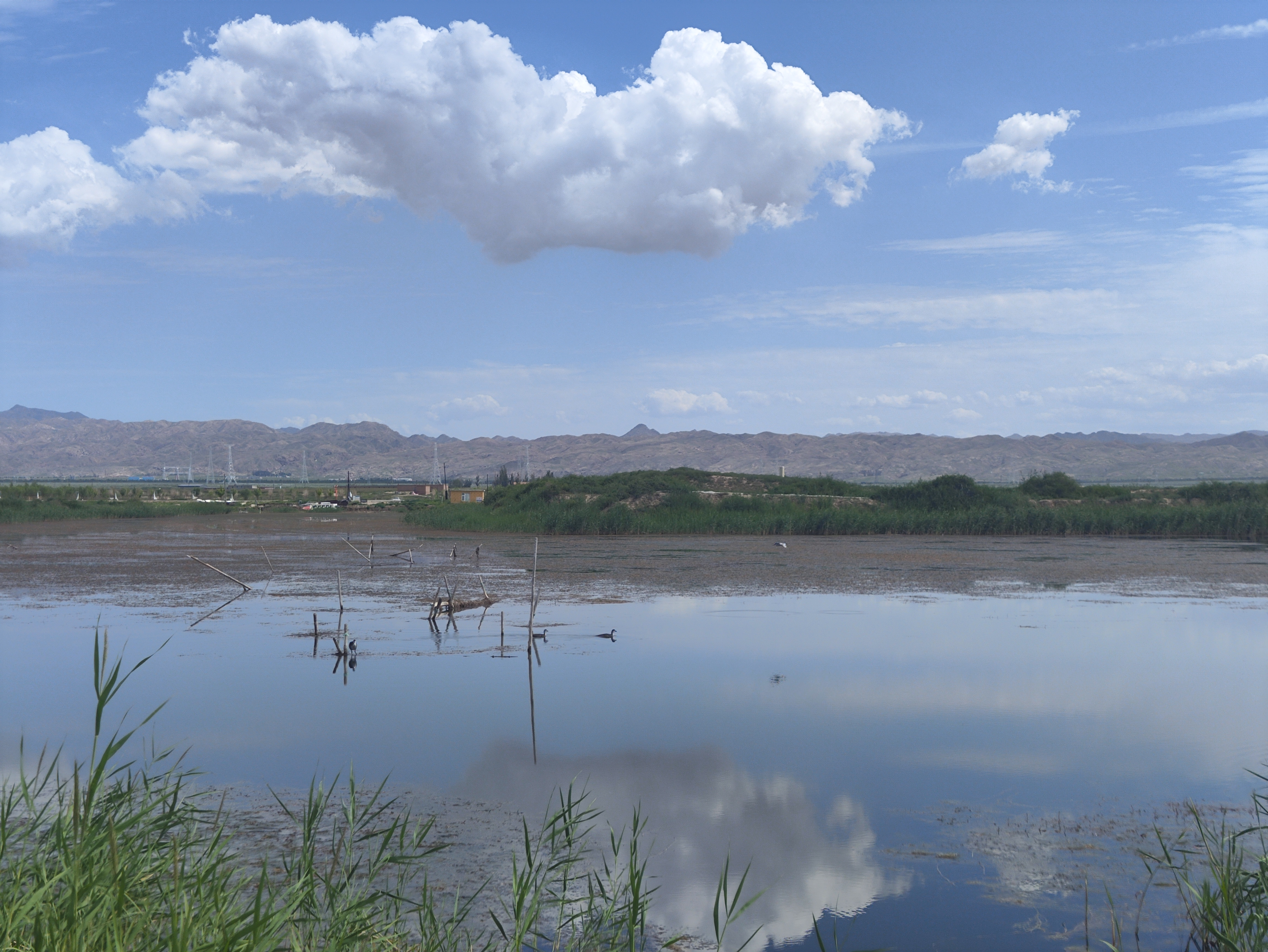
乌梁素海湖岸芦苇荡，远处是乌拉山

乌梁素海前身为黄河故道，属河成湖，湖面南北长35至40公里，东西宽5至10公里，面积约为293平方公里。乌梁素海湖水补给主要靠巴彦淖尔市河套灌区数百公里灌溉及排水干渠的尾水，部分湖水经退水渠再注入黄河，起着调节湖面水位的作用。巴彦淖尔市乌拉特前旗境内有乌梁素海濕地。

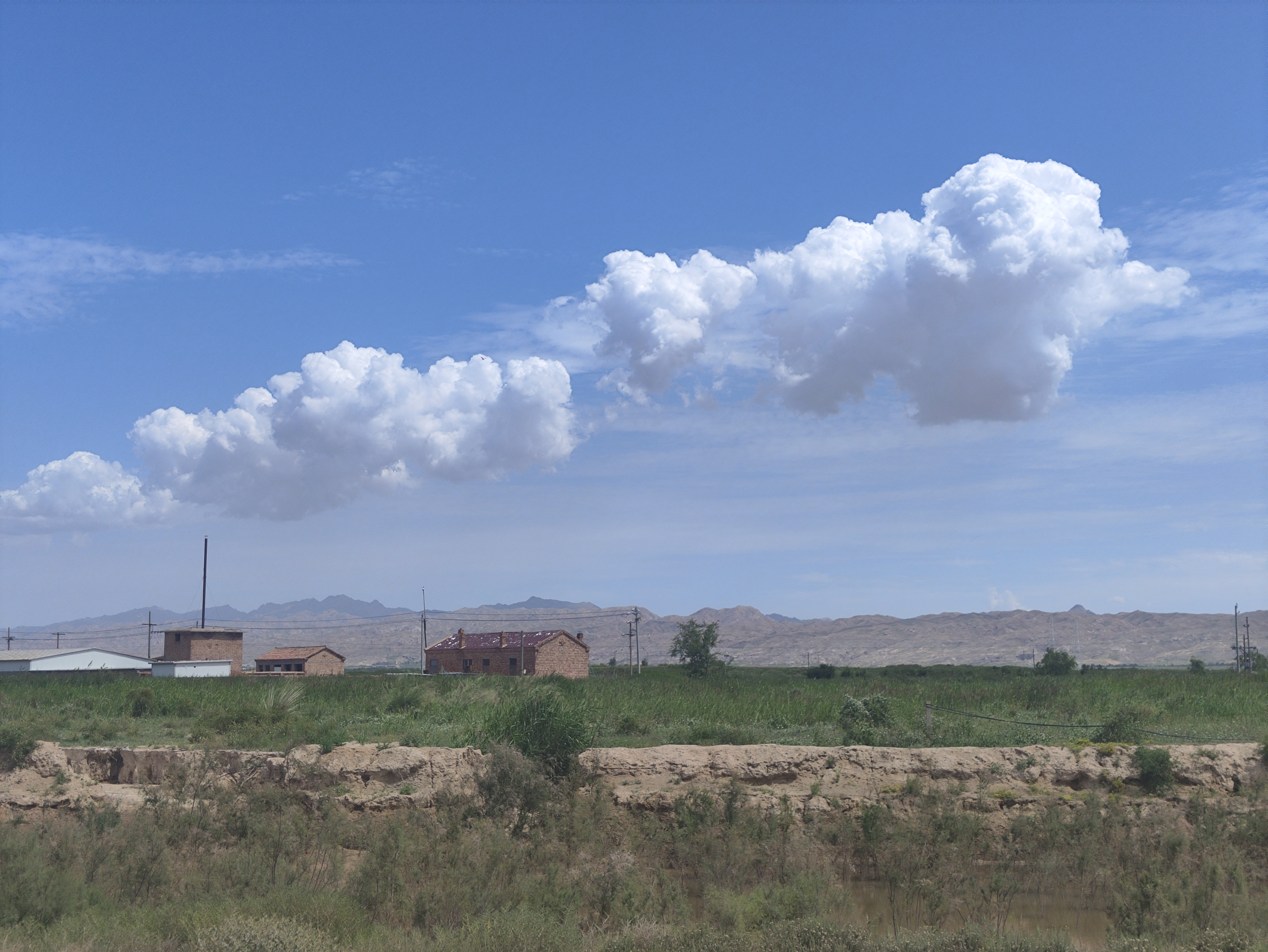
乌梁素海湖畔村落

乌梁素海是内蒙古西部河套区域重要淡水渔业基地，渔业资源丰富。主要品种有鲤鱼、鲫鱼、草鱼、鲢鱼、黄河雅罗鱼等20多种鱼，年产鱼300—800万斤。乌梁素海还是120多种禽鸟的栖息地，包括疣鼻天鹅、大天鹅、斑嘴鹈鹕等中国国家重点保护鸟类。